# Laryssa Bereschna
Laryssa Bereschna (ukrainisch Лариса Бережна, engl. Transkription Larysa Berezhna, auch russisch Лариса Бережная – Larissa Bereschnaja – Larisa Berezhnaya; * 28. Februar 1961 in Kiew) ist eine ehemalige ukrainische Weitspringerin.
Für die Sowjetunion startend, gewann sie bei den Leichtathletik-Hallenweltmeisterschaften 1989 in Budapest Bronze und bei den Hallenweltmeisterschaften 1991 in Sevilla Gold. Bei den Leichtathletik-Europameisterschaften 1990 in Split wurde sie Vierte, bei den Leichtathletik-Weltmeisterschaften 1991 in Tokio errang sie Bronze.
1992 startete sie für das Vereinte Team der GUS und gewann Gold bei den Halleneuropameisterschaften in Genua. Bei den Olympischen Spielen in Barcelona schied sie verletzt in der Qualifikation aus.
Für die Ukraine startend, wurde sie 1993 bei den Hallenweltmeisterschaften in Toronto Fünfte und gewann Silber bei den Weltmeisterschaften in Stuttgart.
1989 wurde sie Sowjetische Meisterin in der Halle und im Freien, 1993 Ukrainische Meisterin.

## Persönliche Bestleistungen
- Weitsprung: 7,24 m, 25. Mai 1991, Granada
  - Halle: 7,20 m, 4. Februar 1989, Homel
- Dreisprung: 13,22 m, 5. Juli 1993, Stockholm